# Joseph Lamy
Joseph Lamy (20 de julio de 1881 - 3 de junio de 1947) fue un industrial francés, cofundador con Émile Akar de la marca de automóviles Amilcar.

## Semblanza
Lamy había nacido en 1881 en Courtomer (Orne). Tan emprendedor como su socio Akar, era el hijo mayor de una gran familia de agricultores de escasos recursos económicos. 
A los 19 años, emigró a Rusia para ganarse la vida. Aprendió ruso en pocos meses y se convirtió en profesor de francés en la Universidad de San Petersburgo. Al mismo tiempo, se hizo corresponsal del l'Ouest-Éclair, un periódico para el que realizó varios informes, incluido un viaje en el Transiberiano a Macedonia y a Corea. 
Regresó a Francia alrededor de 1908, y se convirtió en director de los taxis de Mónaco. Más adelante se incorporó a los automóviles "Le Zèbre" (calle Villarest-de-Joyeuse en París) como director comercial, donde posteriormente invertirá algo de capital. 
En 1921, hizo una alianza con Émile Akar para fundar la empresa automovilística Amilcar. Su socio es el financiero de la empresa, mientras que Lamy por su parte supervisa la parte comercial del negocio. 
Vivió un período de gran prosperidad, relacionándose con las celebridades de la época que adquirían un automóvil de la marca, como el rey Carol de Rumania o rey de España Alfonso XIII. 
Director general de Amilcar, ganaba 300.000 francos-oro al año en 1925. Su estilo de vida siguió siendo modesto y dedicó una parte de sus ingresos a donaciones en favor de su ciudad natal, a la que siguió muy vinculado y de la que se convirtió en alcalde. 
Este dinámico hombre de negocios, creó en los años 1921-1923 al margen de sus actividades industriales, un restaurante nocturno llamado el "Grand Teddy", en el número 24 de la rue Caumartin de París. Era el establecimiento de moda frecuentado por el "Todo París" de la década de 1920. 
Cuando abandonó Amilcar en 1927, Joseph Lamy se convirtió en representante de las marcas Hudson y Essex hasta 1935. El antiguo piloto André Morel coincidió con Lamy durante un tiempo para participar en el Tour de Francia Automovilístico con un Essex en 1929 y con un Hudson en 1931. 
De 1935 a 1940 se interesó por los gases de escape, la gasolina sintética (que le hizo perder mucho dinero) y financió un proyecto de explotación de un bosque de árboles de caucho en la embocadura del Amazonas. 
De 1941 a 1945 creó un negocio de gasógenos, "Le Français", que tiene cierto éxito y equipa muchos camiones. Murió en 1947 en París, víctima de una enfermedad.